# Monsieur (Koninkrijk Frankrijk)
Monsieur was vanaf de 16e eeuw de aanspreking en officieuze betiteling van de oudste broer van de Franse koning. Hij was de erfprins (zolang de koning geen zonen had) en de tweede man van het koninkrijk.

## Geschiedenis
Naarmate het eerstgeboorterecht zich sterker affirmeerde in de Franse monarchie, zocht men ook manieren om de ambities van de jongere siblings van de koning te bevredigen. Rivaliteit en broederstrijd lagen steeds op de loer. Het kwam erop aan hen posities van eer en macht te verschaffen, zonder dat dit de autoriteit van de Kroon zou aantasten. De oplossing lag voor een groot deel in de apanage, een stuk van het kroondomein dat hen als schadeloosstelling in leen werd gegeven. Minder materieel maar zeker niet zonder belang was de eretitel 'Monsieur'. De waarde lag in de eenvoud: titels als 'Mijnheer de Hertog' of 'Mijnheer de Prins' konden ook door anderen worden gevoerd, maar simpelweg 'Monsieur' was alleen weggelegd voor de oudste koningsbroer. Hun echtgenotes mochten zich 'Madame' noemen.
De 'Monsieur'-praktijk ontstond vanaf het midden van de 16e eeuw. Mogelijk was Karel IX van Frankrijk de eerste tijdens de korte regering van zijn broer Frans II (1559-1560). Voor Hendrik van Anjou is er zekerheid. Toen Hendrik in 1574 koning werd, nam de volgende broer Frans van Anjou de titel over. Hij was een rebel die naar eigen inzicht handelde, koningin Elizabeth I van Engeland het hof maakte en zich probeerde op te werken als leider van de Opstand in de Nederlanden. De volgende Monsieur, Gaston van Orléans, was eveneens een lastpost. In de 17e eeuw bezorgde de losbandige Filips van Orléans het koningshuis nogal wat reputatieschade, maar voor zijn broer de Zonnekoning was hij een waardevolle raadgever, omdat hij vrijuit sprak en zonder pluimstrijkerij. Louis-Stanislas, graaf van Provence, was de volgende Monsieur in de 18e eeuw. Hij ging door de Franse Revolutie in ballingschap en riep zich in 1795 uit tot koning, waardoor zijn broer Charles, graaf van Artois, Monsieur werd, of althans pretendent. Beiden zouden tijdens de Restauratie nog op de troon belanden, als Lodewijk XVIII en Karel X.